# 344. Infanterie-Division (Wehrmacht)
Die 344. Infanterie-Division war ein deutscher Großverband im Zweiten Weltkrieg. 

## Geschichte

### Aufstellung
Die Division wurde am 25. September 1942 in Frankreich aufgestellt und blieb hier stationiert. 

### Operation Overlord / Vernichtung
Die Division ist im Sommer 1944 während der Kämpfe in der Normandie zerschlagen worden.

### Wiederaufstellung
Im September 1944 wurde eine neue 344. Infanterie-Division aufgestellt.

### Aachen
Sie kämpfte zunächst im Raum Aachen. 

### Verlegung an die Ostfront
Im Frühjahr 1945 kam sie an die Ostfront. Teile der Division verteidigten während der Oberschlesischen Operation an der Oder zwischen Krappitz bis Cosel. Nachdem die 1. Ukrainische Front Mitte April südlich von Cottbus durchgebrochen war, drehten ihre Panzerarmeen nach Nord auf Berlin ein. 

### Kessel von Halbe
Das  V. Armeekorps der 4. Panzerarmee wurden zwischen der Neiße und dem Spreewald im Kessel von Halbe eingeschlossen. Hitler forderte von der Gruppe Jollasse, dass die 344. Infanterie-Division bei Drebkau, die Reste der Führer-Begleit-Division (Generalmajor Remer) und Reste der 10. SS-Panzer-Division „Frundsberg“ bei Spremberg nach Norden angreifen sollten, um so der vorrückenden 1. Ukrainischen Front in die Flanke zu fallen. 

### Vernichtung
Dabei wurden alle deutsche Verbände von den sowjetischen Truppen im Kessel von Kausche umzingelt und in Gefangenschaft gebracht.